# Gamochaeta girardiana
Gamochaeta girardiana là một loài thực vật có hoa trong họ Cúc. Loài này được Deble & A.S. Oliveira mô tả khoa học đầu tiên năm 2006.